# 1 500 meter för herrar i friidrott vid olympiska sommarspelen 1976
1 500 meter herrar vid olympiska sommarspelen 1976 i Montréal avgjordes 29-31 juli. 

## Medaljörer
| Gren        | Guld                      | Guld    | Silver                  | Silver  | Brons                              | Brons   |
| 1 500 meter | John Walker · Nya Zeeland | 3.39,17 | Ivo van Damme · Belgien | 3.39,27 | Paul-Heinz Wellmann · Västtyskland | 3.39,33 |

## Resultat

### Final
| Placering | Final                     | Tid     |
| --------- | ------------------------- | ------- |
|           | John Walker (NZL)         | 3.39,17 |
|           | Ivo Van Damme (BEL)       | 3.39,27 |
|           | Paul-Heinz Wellmann (FRG) | 3.39,33 |
| 4.        | Eamonn Coghlan (IRL)      | 3:39.51 |
| 5.        | Frank Clement (GBR)       | 3:39.65 |
| 6.        | Rick Wohlhuter (USA)      | 3:40.64 |
| 7.        | David Moorcroft (GBR)     | 3:40.94 |
| 8.        | Graham Crouch (AUS)       | 3:41.80 |
| 9.        | Janos Zemen (HUN)         | 3:43.02 |

### Semifinaler
| Placering | Semifinal 1                   | Tid     |
| --------- | ----------------------------- | ------- |
| 1.        | John Walker (NZL)             | 3:39.65 |
| 2.        | Graham Crouch (AUS)           | 3:39.86 |
| 3.        | David Moorcroft (GBR)         | 3:39.88 |
| 4.        | Janos Zemen (HUN)             | 3:39.94 |
| 5.        | Thomas Wessinghage (FRG)      | 3:40.06 |
| 6.        | Steve Ovett (GBR)             | 3:40.34 |
| 7.        | Herman Mignon (BEL)           | 3:40.92 |
| 8.        | Fernando Pacheco Mamede (POR) | 3:42.59 |
| -.        | David Hill (CAN)              | DNF     |

| Placering | Semifinal 2                  | Tid     |
| --------- | ---------------------------- | ------- |
| 1.        | Eamonn Coghlan (IRL)         | 3:38.60 |
| 2.        | Rick Wohlhuter (USA)         | 3:38.71 |
| 3.        | Ivo Van Damme (BEL)          | 3:38.75 |
| 4.        | Frank Clement (GBR)          | 3:38.92 |
| 5.        | Paul-Heinz Wellmann (FRG)    | 3:38.99 |
| 6.        | Francis Gonzalez (FRA)       | 3:40.73 |
| 7.        | Paul Craig (CAN)             | 3:41.02 |
| 8.        | Marc Nevens (BEL)            | 3:41.52 |
| 9.        | Helder Baiona De Jesus (POR) | 3:47.37 |

### FörsöksHeat
| Placering | Heat 1                       | Tid     |
| --------- | ---------------------------- | ------- |
| 1.        | Marc Nevens (BEL)            | 3:44.18 |
| 2.        | Helder Baiona De Jesus (POR) | 3:44.20 |
| 3.        | Janos Zemen (HUN)            | 3:44.27 |
| 4.        | Åke Svenson (SWE)            | 3:44.42 |
| 5.        | Evert Hoving (NED)           | 3:45.00 |
| 6.        | Matt Centrowitz (USA)        | 3:45.02 |
| 7.        | Antti Loikkanen (FIN)        | 3:45.32 |
| 8.        | Ruben Sorensen (DEN)         | 3:45.39 |
| -         | Mhamed Amakdouf (MAR)        | DNS     |

| Placering | Heat 2                        | Tid     |
| --------- | ----------------------------- | ------- |
| 1.        | Steve Ovett (GBR)             | 3:37.89 |
| 2.        | Thomas Wessinghage (FRG)      | 3:37.93 |
| 3.        | Fernando Pacheco Mamede (POR) | 3:37.98 |
| 4.        | Herman Mignon (BEL)           | 3:38.32 |
| 5.        | Michael Durkin (USA)          | 3:38.89 |
| 6.        | Gheorghe Ghipu (ROM)          | 3:39.20 |
| 7.        | Günther Hasler (LIE)          | 3:39.34 |
| 8.        | Markku Laine (FIN)            | 3:45.32 |
| 9.        | Francisco Menocal (NCA)       | 4:12.47 |

| Placering | Heat 3                     | Tid     |
| --------- | -------------------------- | ------- |
| 1.        | John Walker (NZL)          | 3:36.87 |
| 2.        | Frank Clement (GBR)        | 3:37.53 |
| 3.        | Graham Crouch (AUS)        | 3:37.97 |
| 4.        | Paul Craig (CAN)           | 3:38.00 |
| 5.        | Francis Gonzalez (FRA)     | 3:38.59 |
| 6.        | Bronisław Malinowski (POL) | 3:41.67 |
| 7.        | Agguast Asgeirsson (ISL)   | 3:45.47 |
| 8.        | Shukair Al Shaibani (KSA)  | 4:08.70 |
| -         | Anders Gärderud (SWE)      | DNS     |

| Placering | Heat 4                       | Tid     |
| --------- | ---------------------------- | ------- |
| 1.        | Paul-Heinz Wellmann (FRG)    | 3:39.86 |
| 2.        | Ivo Van Damme (BEL)          | 3:39.93 |
| 3.        | Rick Wohlhuter (USA)         | 3:39.94 |
| 4.        | Niall O'Shaughnessy (IRL)    | 3:40.12 |
| 5.        | Antonio Colon (PUR)          | 3:43.51 |
| 6.        | Ulf Högberg (SWE)            | 3:47.96 |
| 7.        | Peter Spir (CAN)             | 3:59.60 |
| 8.        | Emmanuel Saint-Hilaire (HAI) | 4:23.41 |
| -         | Carlo Grippo (ITA)           | DNS     |

| Placering | Heat 5                     | Tid     |
| --------- | -------------------------- | ------- |
| 1.        | Eamonn Coghlan (IRL)       | 3:39.87 |
| 2.        | Dave Moorcroft (GBR)       | 3:40.69 |
| 3.        | David Hill (CAN)           | 3:41.24 |
| 4.        | Karl Fleschen (FRG)        | 3:42.09 |
| 5.        | Rolf Gysin (SUI)           | 3:42.69 |
| 6.        | Luis Medina (CUB)          | 3:42.71 |
| 7.        | Lars Kaupang (NOR)         | 3:44.59 |
| 8.        | Spilios Zaxaropoulos (GRE) | 3:45.12 |
| 9.        | Muhammad Siddique (PAK)    | 3:45.59 |